# Merel Laseur

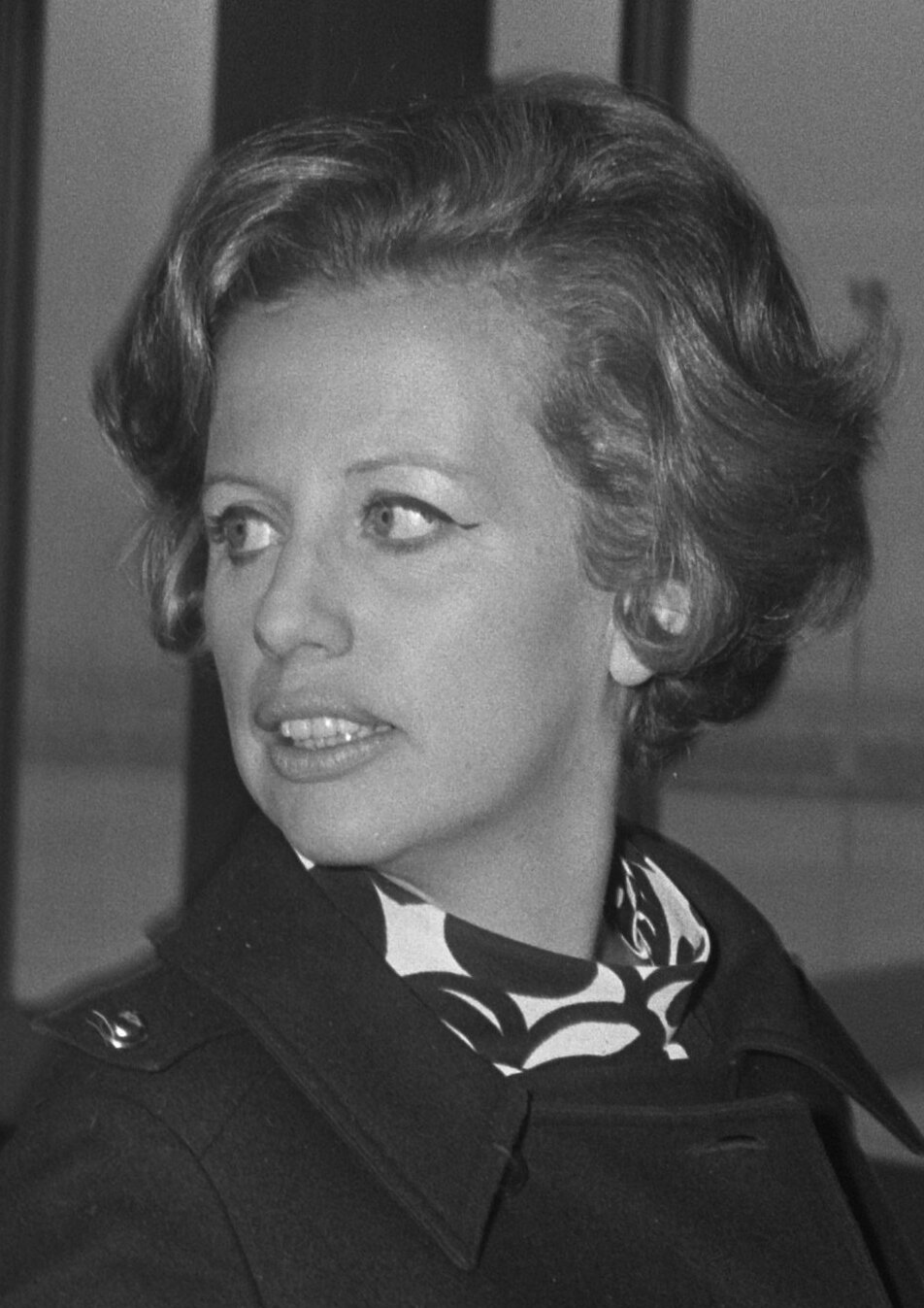
Merel Laseur, 1969.

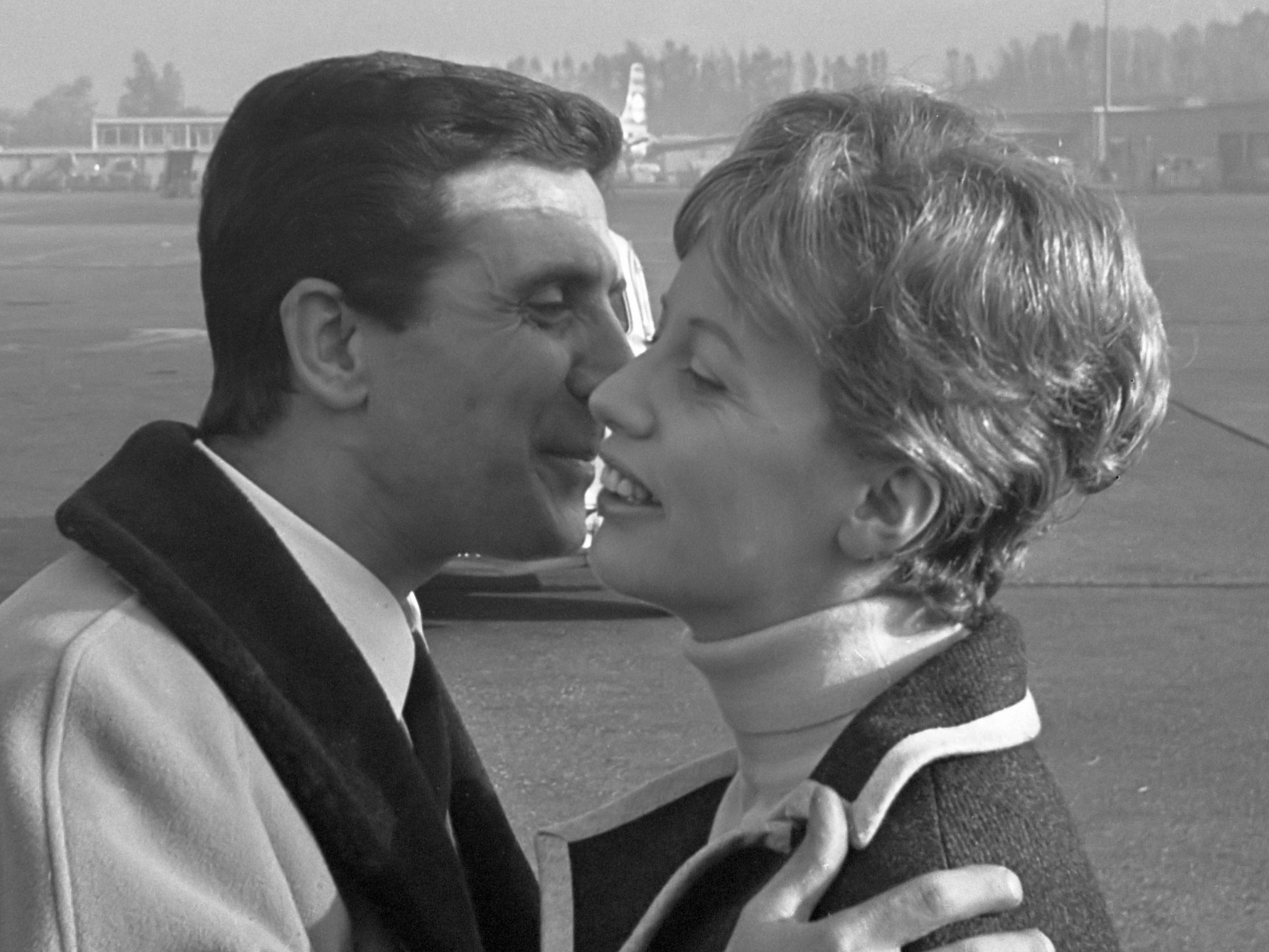
Aankomst van Gilbert Bécaud op Schiphol; Gilbert Bécaud en Merel Laseur tijdens hun begroeting (26 oktober 1965)

Merel Christine Laseur (Amsterdam, 29 oktober 1934) is een Nederlands journaliste.

## Loopbaan
Laseur volgde een opleiding klassieke dans in Parijs en werkte enige tijd als danseres onder anderen met Charles Leslie bij Lotte Goslar en het Scapino Ballet. Ze stopte hiermee toen haar tweeling werd geboren (1959). Ze werkte daarna als presentatrice en later producente voor VPRO en VARA televisie. Via het schrijven van columns werd ze gevraagd de moderedactie te doen voor NRC Handelsblad (1970-1984), in welk dagblad zij ook de interviewserie "Over Schoonheid" publiceerde, samen met fotograaf Paul Huf. Later maakte ze veel reisreportages voor Avenue (met fotograaf Peter van der Velde) en was ze redactielid van het programma Glamourland van Gert-Jan Dröge. Ze speelde een rol in de Franse televisieserie "Entre toutes les femmes", in de film "Maten" van Pieter Verhoeff, en ze had een gastrol in Baantjer. Laseur was jurylid van het cabaretconcours Cameretten, zat in de adviesraad van de Stichting Biblionef en van de Stichting Vrijwillig Leven, en was gedurende 13 jaar voorzitter van de Vrienden van Het Nationale Ballet. Laseur is ridder in de Orde van Oranje-Nassau.

## Privé
Merel Laseur is de dochter van Mary Dresselhuys en Cees Laseur, de oudere zus van actrice Petra Laseur en ze was de vrouw van Loek de Levita, met wie zij de tweeling Alain en Robin de Levita kreeg. Zij kozen hetzelfde beroep als hun vader: film- en theaterproducent.

## Publicaties
- Mary Dresselhuys, met Tonko Dop, Hilde Scholten , Uitgever Terra, Zutphen, 197 p., ISBN 978-90-5897-341-2
- Over schoonheid, met Paul Huf , Uitgever Gottmer, 61 p., ISBN 978-90-257-1749-0
- Mens Durf Te Leven - cabaretserie samen met Wim Ibo

- International Standard Name Identifier: 0000 0000 3990 0082
- Library of Congress Control Number: n2005075848
- MusicBrainz: 42a76b1c-8f6f-483e-afa6-040cdabacae9
- Nederlandse Thesaurus van Auteursnamen: 070327149
- Virtual International Authority File: 9260598
- WorldCat: E39PBJrgFY3hh9KWgX494ch4MP